# 孔庆菊
孔庆菊（1972年9月—），青海门源人，藏族，无党派人士。中华人民共和国政治人物、第十三届全国人民代表大会青海地区代表。

## 生平
孔庆菊是青海省门源县教育局教研室副主任。2018年2月24日，当选为第十三届全国人大代表。